# Christian Dollberg
Christian Dollberg (* 3. November 1971 in Buenos Aires, Argentinien) ist ein ehemaliger argentinischer Fußballspieler.

## Karriere
Der Argentinier deutscher Abstammung – seine Großeltern waren in Köln geboren – begann seine Fußballkarriere in Argentinien bei Argentinos Juniors und Club Atlético Lanús und wechselte zur Saison 1995/96 zum Fußball-Bundesligaclub 1. FC Köln. FC-Trainer Morten Olsen war nach Südamerika gekommen, um sich um den Verteidiger Roberto Trotta zu bemühen, statt seiner verpflichtete er Dollberg, der auch die deutsche Staatsangehörigkeit besaß und somit nicht unter die damals noch gültige Ausländerbegrenzung in der Bundesliga fiel. In Köln wurde der Abwehrspieler mit großen Vorschusslorbeeren angekündigt und gab sein Debüt für den FC am 16. Juli 1995 in der UI-Cup-Begegnung gegen Rudar Velenje. Nach zwei Saisonspieltagen und dem Ausscheiden aus dem DFB-Pokal wurde Trainer Olsen entlassen und dessen Nachfolger Stephan Engels stellte von Raumdeckung auf Manndeckung um, mit der Dollberg nach eigenen Angaben nicht zurechtkam. Zu seinem letzten Einsatz im FC-Trikot kam er bereits am 18. November 1995, als er im Spiel bei Eintracht Frankfurt eingewechselt wurde. In der deutschen Presse wurde Dollberg, der sinnbildlich für den schwer enttäuschenden Saisonstart des FC stand, als der „einzige Südamerikaner ohne Ballgefühl“ bezeichnet. Nach Ende der Saison verließ er die Geißböcke wieder in Richtung Argentinien. Bis heute gilt er unter FC-Fans als ein Paradebeispiel für einen teuren, groß angekündigten Fehleinkauf.
In seiner Heimat spielte er für Boca Juniors und stand dort in der zweiten Jahreshälfte 1996 regelmäßig auf dem Platz. Nach einer langwierigen Verletzung ging er drei Jahre später noch einmal für ein Jahr zum griechischen Profiverein PAOK Saloniki. Bald nach seiner erneuten Rückkehr nach Argentinien beendete er 2001 seine Karriere. Anschließend eröffnete er eine deutsche Bäckerei in Villa Ballester nahe Buenos Aires. Mittlerweile ist er wieder ins Fußballgeschäft zurückgekehrt und arbeitet aktuell (2012) als Trainer in der dritten argentinischen Liga.

## Statistik
- 1. Bundesliga: 11 Spiele
- DFB-Pokal: 1 Spiel
- UI-Cup: 2 Spiele